# Thera (djur)
Thera är ett släkte av fjärilar som beskrevs av James Francis Stephens 1831. Thera ingår i familjen mätare, Geometridae.

## Dottertaxa tillThera, i alfabetisk ordning[1][2]
- Thera abolla
- Thera albata
- Thera albida
- Thera albonigrata
- Thera approximata
- Thera atrinotata
- Thera balcanicola
- Thera bellisi
- Thera benisegnata
- Thera britannica,  Ädelgransfältmätare
- Thera brunneoalbata
- Thera brunneofasciata
- Thera caeca
- Thera castanea
- Thera cembrae
- Thera cognata, Gråbrun fältmätare
- Thera comis
- Thera comitabilis
- Thera completa
- Thera coniferata
- Thera consobrinata
- Thera continua
- Thera contracta
- Thera contractata
- Thera costaclausa
- Thera costajuncta
- Thera costimaculata
- Thera costovata
- Thera cupestrata
- Thera cupressata
- Thera cyphoschema
- Thera dentifascia
- Thera dentifasciata
- Thera dilectaria
- Thera diniensis
- Thera dissoluta
- Thera distracta
- Thera divisa
- Thera djakonovi
- Thera ecce
- Thera etes
- Thera exangulata
- Thera expiata
- Thera fedtschenkoi
- Thera firmata, (synonym med Pennithera firmata)
- Thera geneata
- Thera georgii
- Thera gibbiata
- Thera grisescens
- Thera guriata
- Thera herrichi
- Thera hospes
- Thera infuscata
- Thera interrupta
- Thera ishizukai
- Thera istriana
- Thera juniperata, Enfältmätare
- Thera juniperoides
- Thera kardakovi
- Thera kurilaria
- Thera latens
- Thera lienigiaria
- Thera lisciata
- Thera loeberbaueri
- Thera maculata
- Thera mediolucens
- Thera medionigricans
- Thera minor
- Thera nigra
- Thera nigrescens
- Thera nigrofasciata
- Thera nigrolineata
- Thera nigrolucens
- Thera nigrosignata
- Thera obeliscata, Violettgrå fältmätare
- Thera obliterata
- Thera obscura
- Thera obsoleta
- Thera orcadensis
- Thera otisi
- Thera paradoxa
- Thera perversa
- Thera peterfii
- Thera pittneraria
- Thera praefecta
- Thera privata
- Thera procteri
- Thera prouti
- Thera pseudovariata
- Thera purpureobrunnea
- Thera reducta
- Thera resinaria
- Thera scotica
- Thera serraria
- Thera simulata
- Thera sounkeana
- Thera spania
- Thera stragulata
- Thera subcomis
- Thera subtaurica
- Thera tabulata
- Thera taigana
- Thera tenuifasciata
- Thera tephroptilus
- Thera tristrigaria
- Thera ulicata
- Thera undulata
- Thera variata, Barrfältmätare
- Thera variolata
- Thera vetustata
- Thera vitiosata
- Thera woodi
- Thera ziczaccata

## Bildgalleri

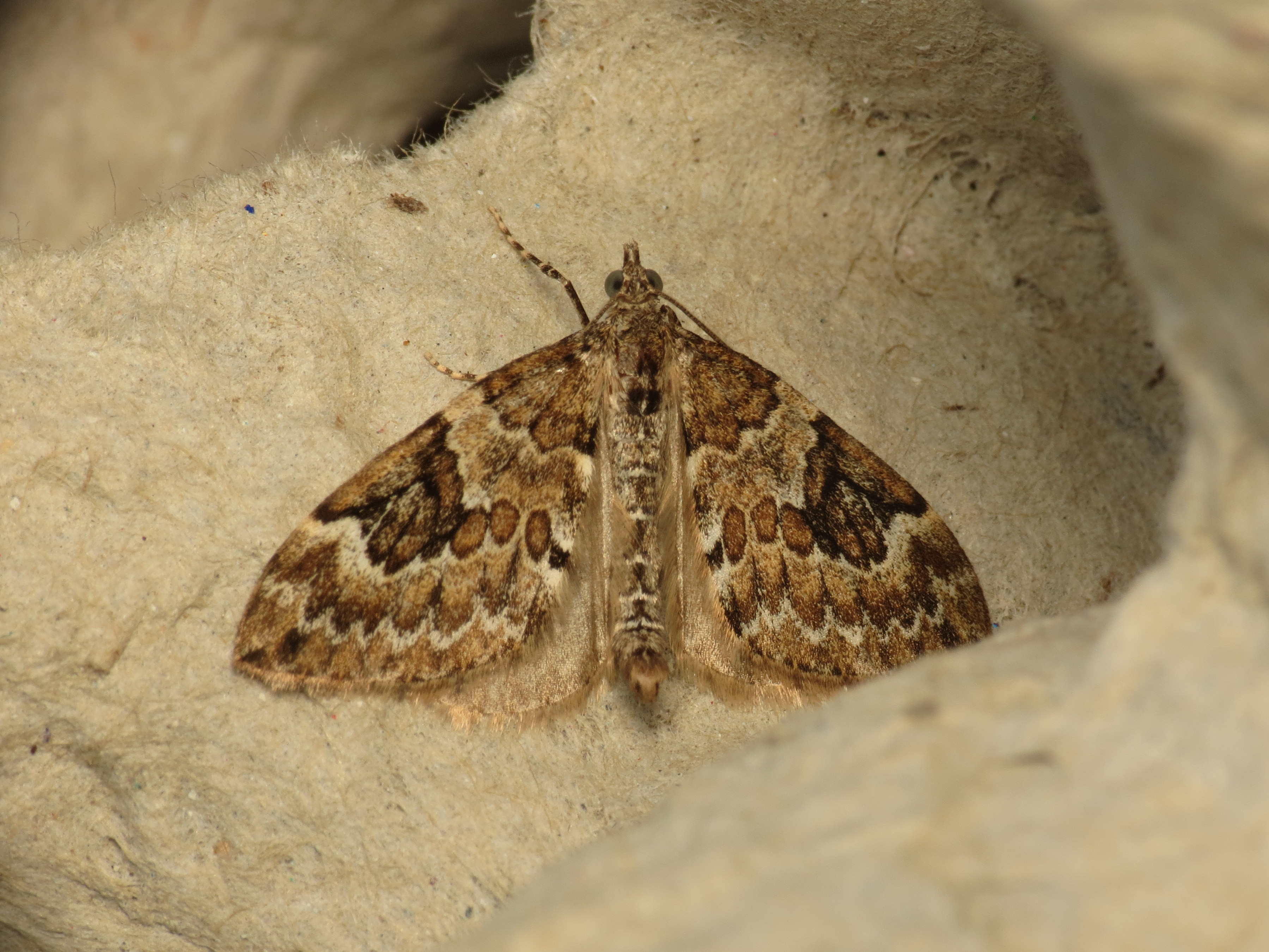
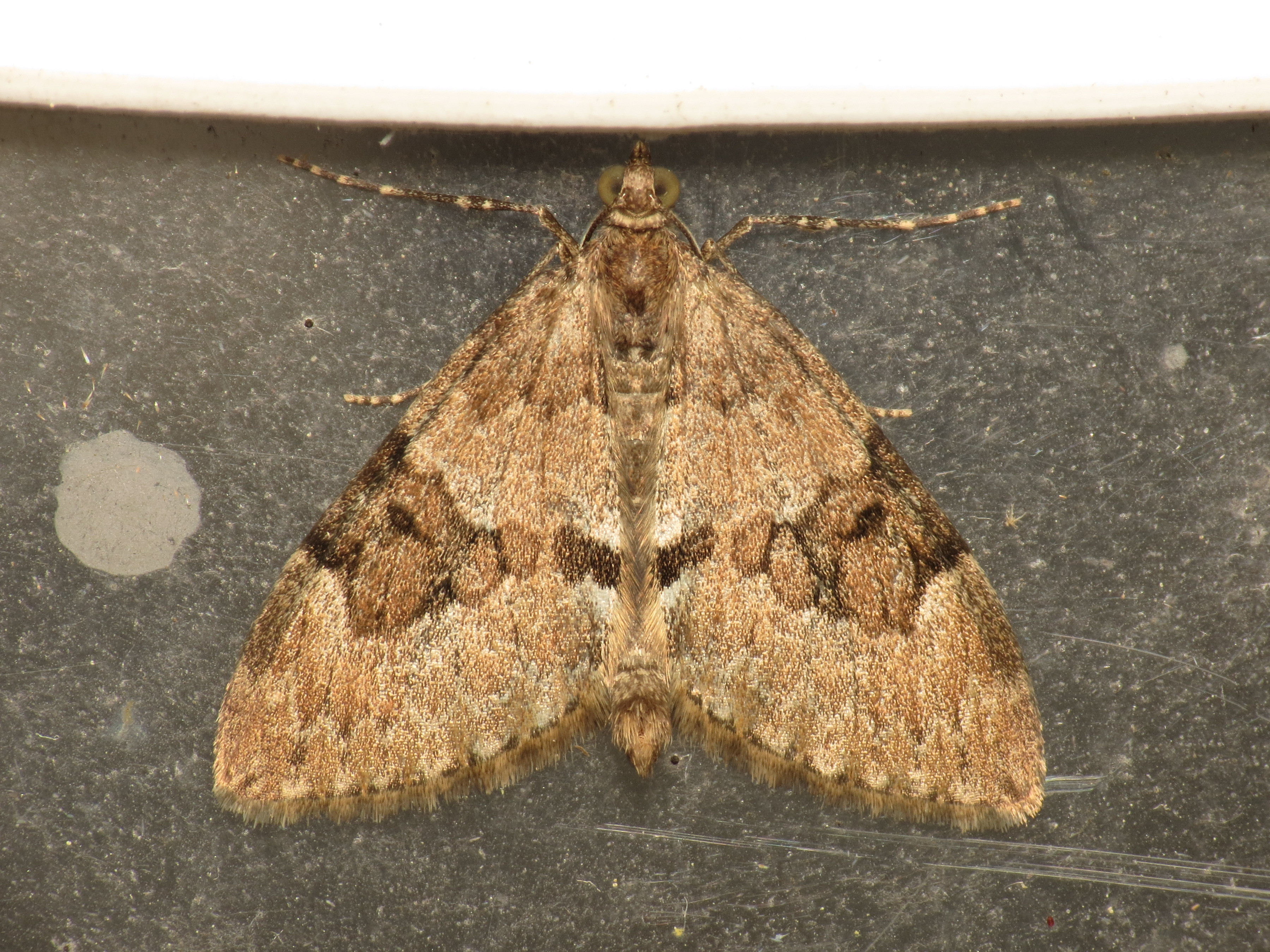
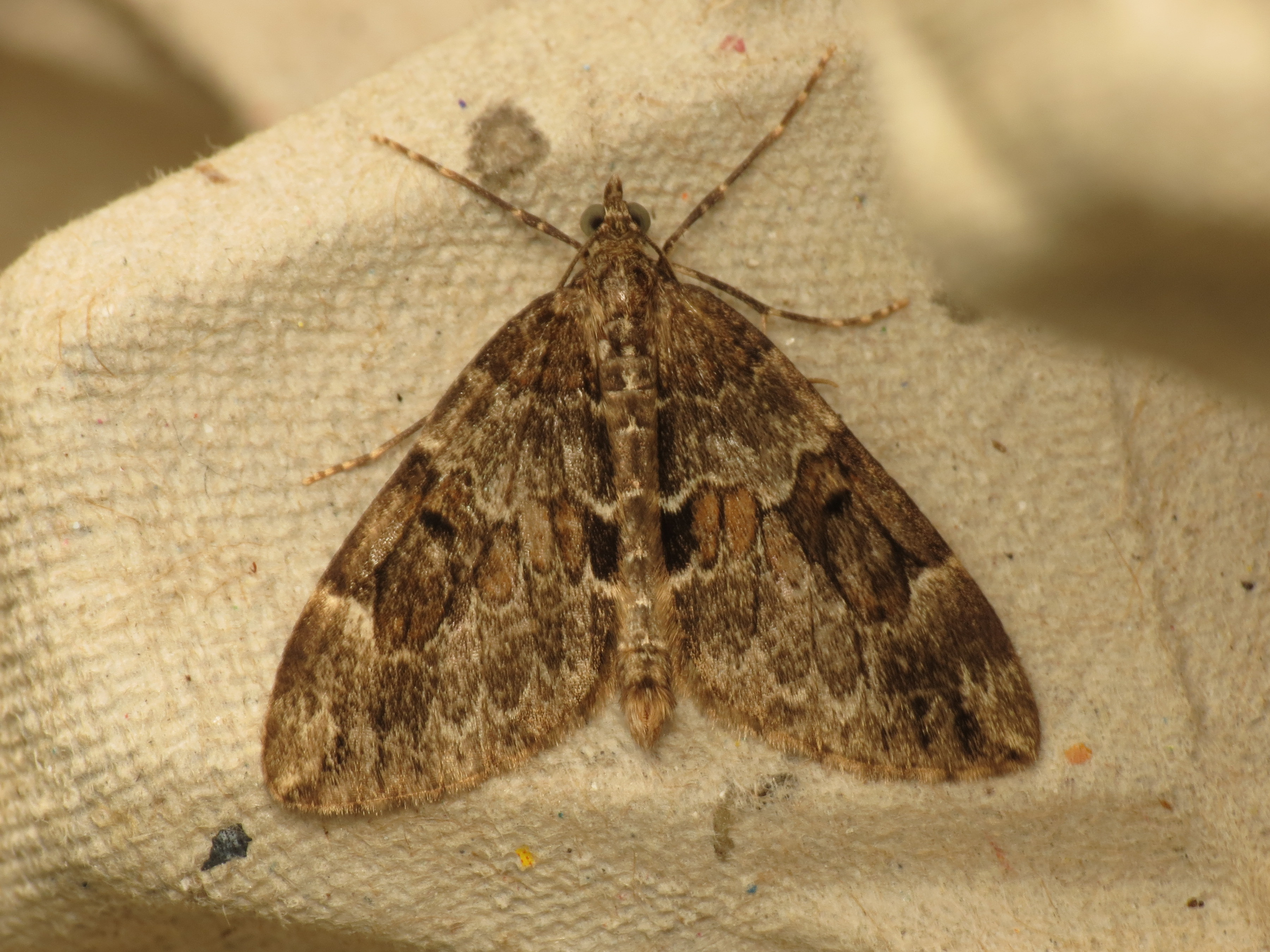
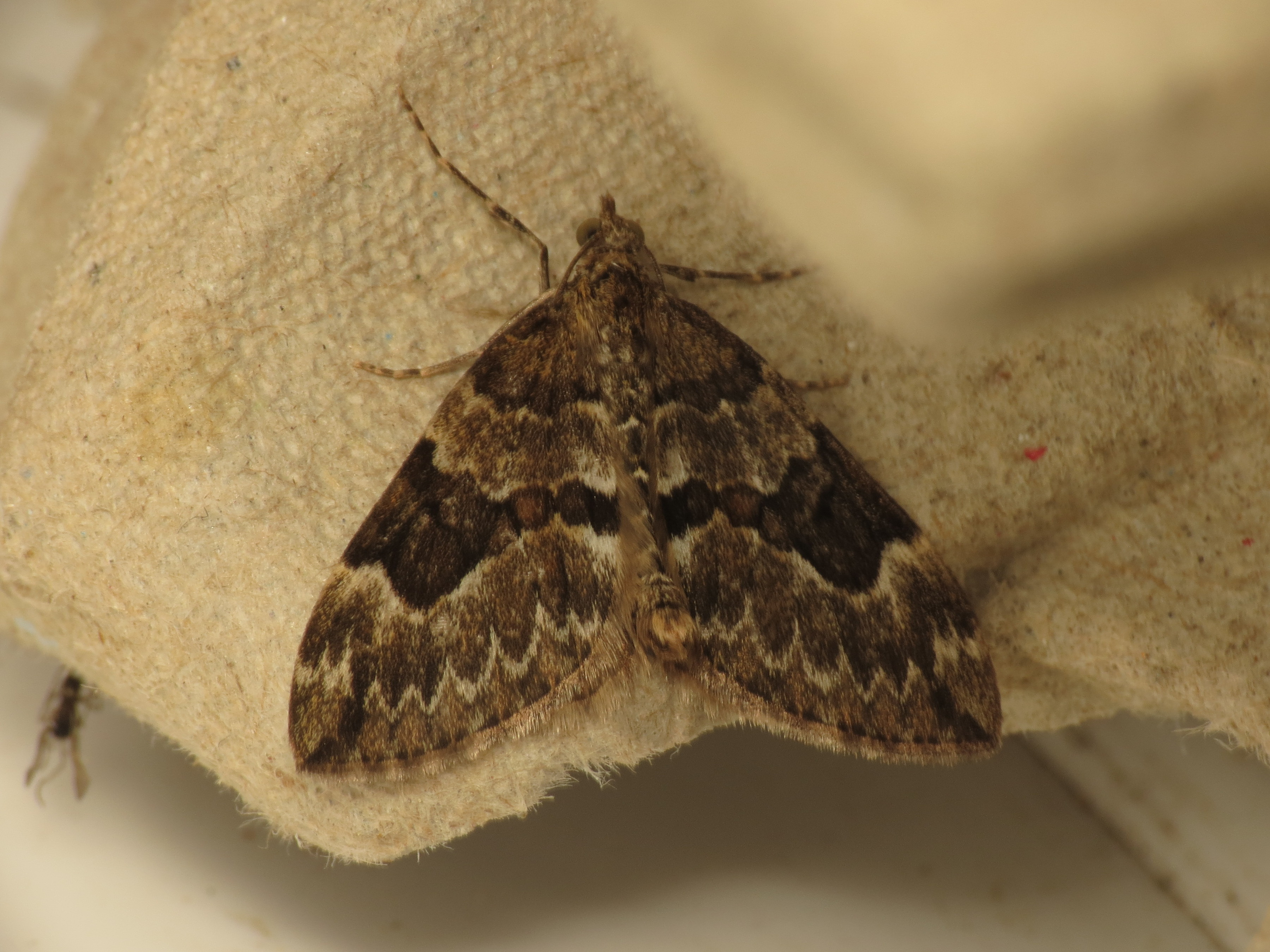